# Свіфт-Каррент
Свіфт-Каррент (англ. Swift Current) — місто в провінції Саскачеван у Канаді. Населення: 15 503 мешканців (2011), площа 686,4 км².

## Відомі люди
- Джек Форзі — канадський хокеїст.

## Галерея

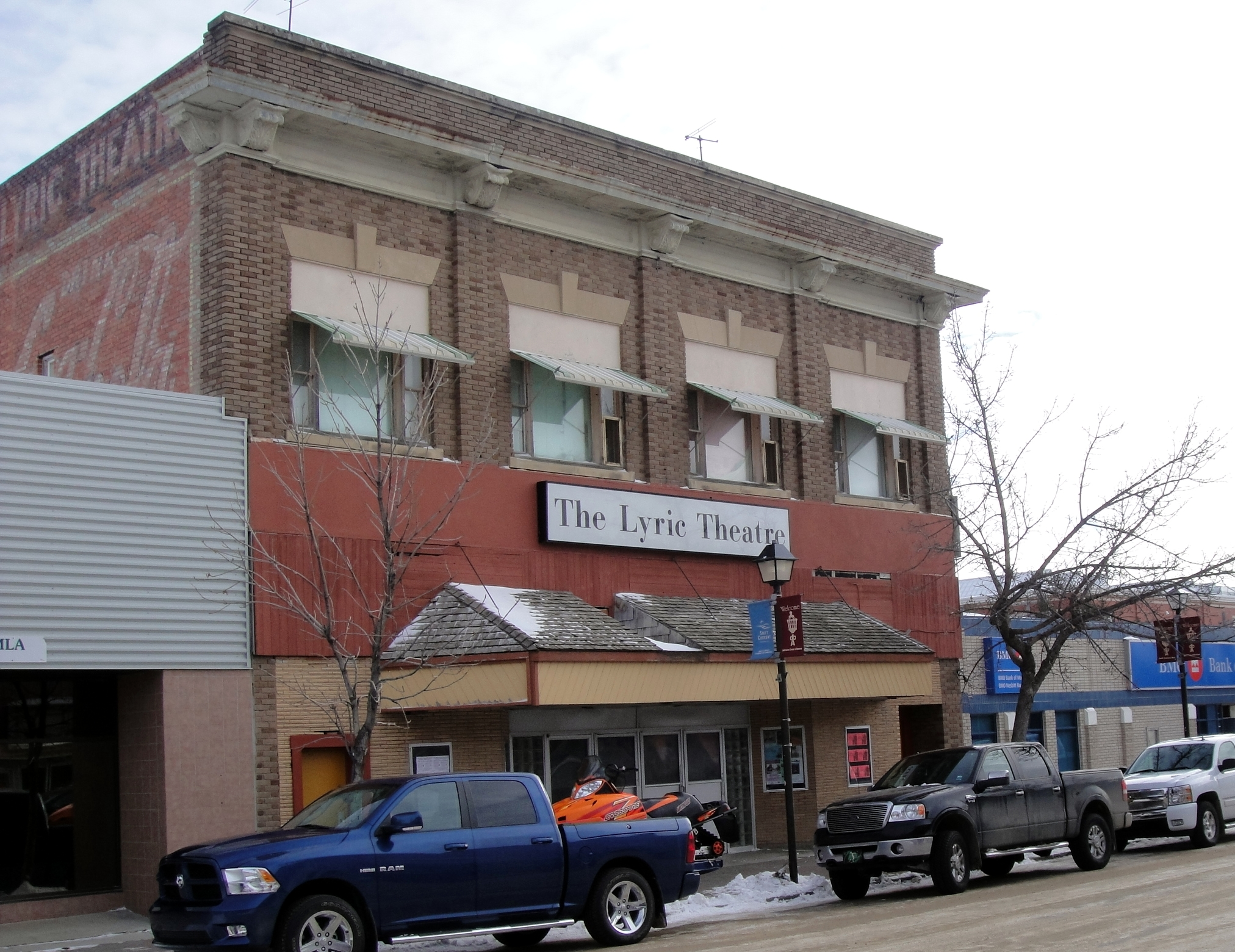
«Ліричний театр»
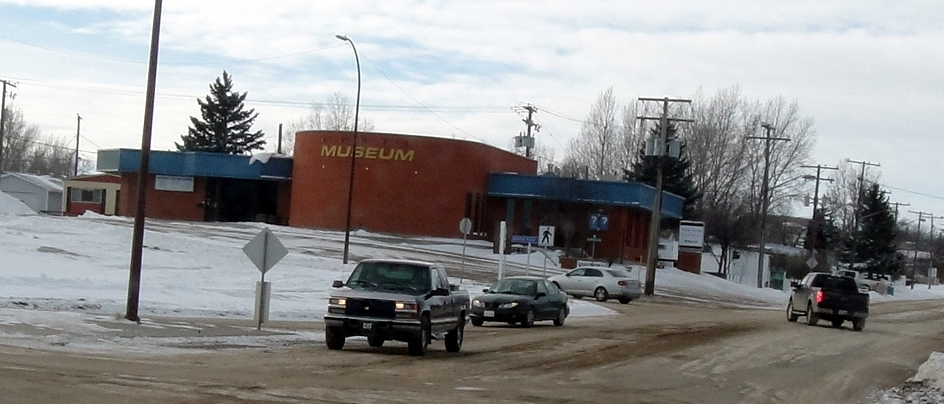
Музей
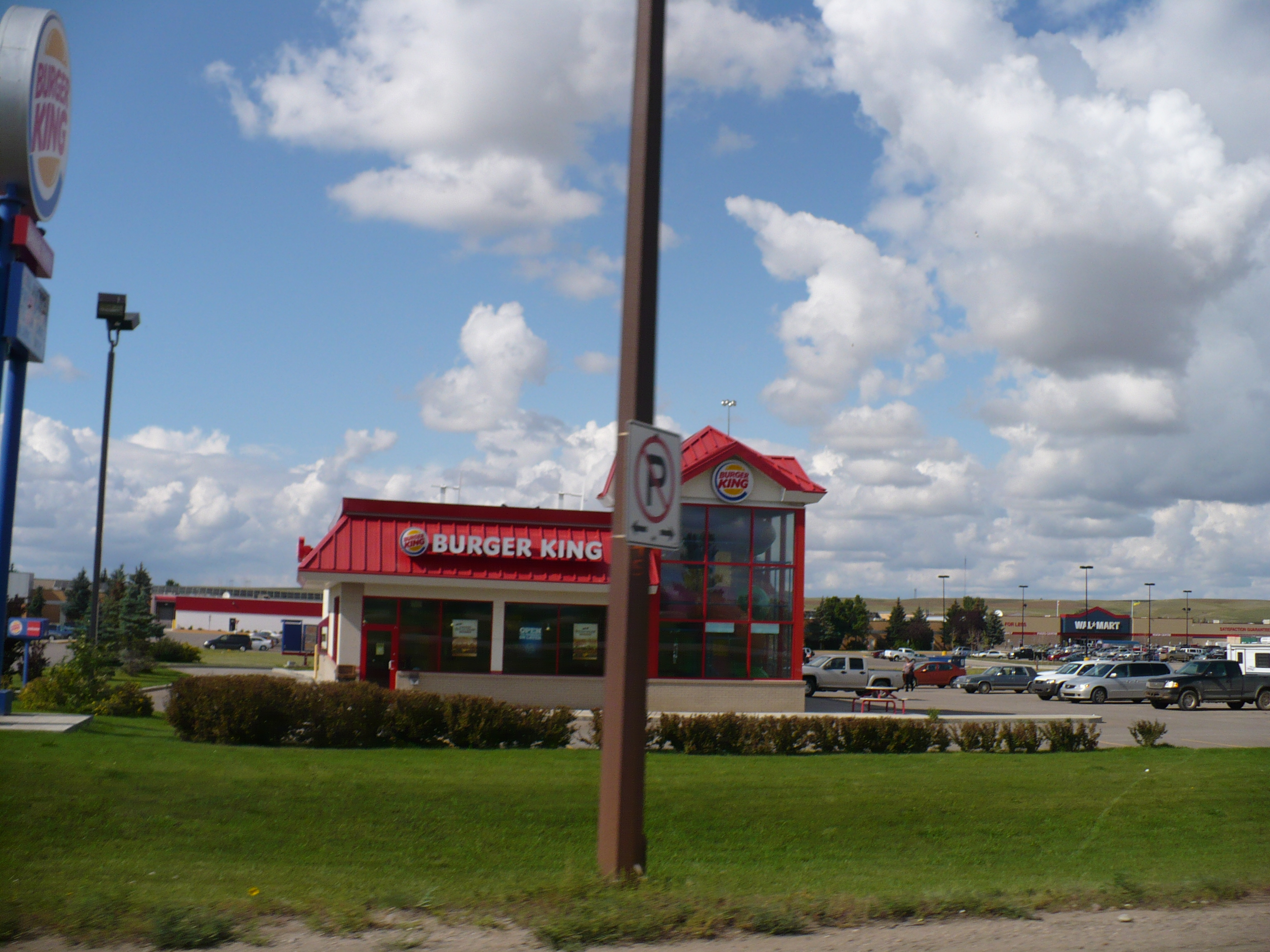
Burger King